# Data mining
Data mining er et engelsk låneord, som betegner søgning efter mønstre og strukturer i større datamængder. Begrebet er blevet aktuelt, efter at størrelsen på databaser i stadigt stigende omfang begrænser mulighederne for komplette statistiske analyser. Dette gør sig fx gældende inden for områder som biologi og finans. Gennem eksempelvis algoritmer eller direkte observation forsøger man at finde relationer mellem datapunkterne for således bedre at kunne visualisere og på sigt udnytte de komplekse informationer. 
Data mining er princippet om at finde relevant information gennem sortering af store datamængder. Datamining bruges normalt af store virksomheders efterretningsorganisationer, finansanalytikere, men bruges også i videnskaberne til at udtrække præcis information fra de enorme datasæt, som dannes ved brug af moderne eksperimentelle og observationsorienterede metoder. D.M. er blevet beskrevet som "ikke-trivielt udtræk fra implicit, førhen ukendt og potentielt nyttig information af data og "videnskaben om at udtrække nyttig information fra store datasæt eller store databaser. 
Hvor man med traditionel statistisk metode søger at slutte fra enkeltobservationer til udsagn om hele populationen, bruges data mining til gennem sammenstilling af egenskaber om det enkelte individ eller det enkelte objekt.
Data mining og overvågning
Data mining vinder i stigende grad indpas som middel til at vride ny viden frem om enkelte individer, efterhånden som data om individerne indsamles gennem overvågning af telefoni, datastrømme, internettrafik, mail, videoovervågning, betalingstransaktioner og lignende. Denne metode anvendes dels til præcisering af personorienteret markedsføring, dels til politisk efterretningsvirksomhed.